# Allium stearnii
Allium stearnii — вид рослин з родини амарилісових (Amaryllidaceae); поширений в Іспанії й на сході Португалії.

## Опис
Цибулина яйцювата або куляста, 16–25 × 11–19 мм, поодинока, іноді з 1–2 цибулинками; зовнішня оболонка сірувата. Стеблина (35)45–80(104) см заввишки, кругла в перерізі. Листків 3–4(6), від циліндричних до напівциліндричних, розташовані вздовж нижньої половини стебла, голі, 12–30 × (0.11)0.17–0.21(0.28) см. Суцвіття щільне, кулясте, рідко півсферичне або яйцювате, містить 68–160 дзвіночкоподібних квіток, без цибулинок; квітконіжки 10–30 мм, нерівні, гладкі. Листочки оцвітини від ланцетоподібних до оберненоланцетоподібних, тупі, гладкі, білі або жовтувато-рожеві, при висиханні набувають жовтувато-солом'яний колір; зовнішні 4–4.5 × 1.5–2 мм; внутрішні 4–4.5 × 1.5–2.5 мм. Пиляки жовті. Коробочка 3.5–4.5 мм завдовжки, оберненояйцювата, з 1–2 насінням на комірку. Насіння неправильно яйцювато-кутасте, 4 × 1.5–2 мм, чорне. 2n = 32.
Період цвітіння: червень і липень.

## Поширення
Поширений в Іспанії й на сході Португалії. Зростає в трав'яних місцевостях, на ріллі та на узбіччях доріг.

## Загрози й охорона
Зміна використання земель є основною загрозою для цього виду.
Зростає в заповідних зонах.